# Regeling van rechtsgebied
De regeling van rechtsgebied is een procedure voor het Belgisch Hof van Cassatie die wordt doorlopen bij een bevoegdheidsconflict tussen rechters.
Een bevoegdheidsconflict kan zich voornamelijk voordoen tussen justitiële rechters enerzijds en administratieve rechters anderzijds, alsook tussen de justitiële rechters onderling, waarbij het begrip justitiële rechter moet worden ingevuld als behorende tot de rechterlijke macht.
De beslissing van het Hof van Cassatie hieromtrent is niet bindend.

## Administratieve zaken
Er is sprake van een positief conflict van attributie wanneer zowel de justitiële als de administratieve rechter zich bevoegd verklaren. Een negatief attributieconflict doet zich voor wanneer beide rechters zich onbevoegd verklaren.
Het Hof van Cassatie zal bij de bedeling nagaan of het al dan niet gaat om een geschil over een subjectief recht. Het Hof zal hierbij letten op het werkelijke en rechtstreekse voorwerp van het beroep. Het onderscheid tussen een geschil over een subjectief recht en een geschil over een objectief recht wordt desalniettemin steeds onduidelijk. Dat het arrest ook in bijkomende orde een subjectief recht krenkt, sluit de bevoegdheid van de Raad van State evenwel niet uit. 
Enkel arresten waarbij de Raad van State zich ten onrechte bevoegd of onbevoegd verklaart, kunnen bestreden worden.

## Strafzaken
Een bevoegdheidsconflict is positief wanneer eenzelfde zaak aanhangig is bij meerdere rechters. Het Wetboek van Strafvordering regelt enkel dit soort conflicten in de artikelen 525 e.v.
Er is sprake van een negatief bevoegdheidsconflict wanneer de ene rechter stelt dat een andere rechter bevoegd is, terwijl laatstgenoemde zich onbevoegd verklaart. Dit is het geval wanneer de raadkamer in het kader van de regeling van de rechtspleging de zaak verwijst naar de feitenrechter, maar de feitenrechter zich onbevoegd verklaart. In dat geval zal het Hof van Cassatie de beslissing van de rechter die ongelijk heeft, vernietigen. Vernietigt het Hof de beslissing van de feitenrechter, dan wordt de zaak weer gestuurd naar diezelfde feitenrechter, doch in een andere samenstelling. Wordt daarentegen de beschikking van de raadkamer tot verwijzing vernietigd, dan wordt de zaak teruggestuurd naar de raadkamer, doch in een andere samenstelling.